# Malkerns
Malkerns è una città dell'eSwatini situata nel Distretto di Manzini.

## Demografia
Tra il 2007 e il 2017 la popolazione della città è cresciuta da 5 175 a 6 122 abitanti.
PopolazioneCensimento0100020003000400050006000700080001986199720072017Popolazione

## Economia
I terrenti circostanti sono dedicati alla coltivazione dell'ananas e rappresentano uno dei maggiori siti di produzione agricola del paese.
Nel 2014 l'Unione Europea ha fornito 5 milioni di euro per il ripristino del Canale di Malkerns, che fornisce acqua alla comunità.
Nel 2020 la Malkerns Swaziland Irrigation Development Company ha ricevuto 134.200 lilangeni in sussidi (pari a circa 6.731 euro) ed è stimato che ne riceverà circa 400.000 (circa 20.000 euro) annualmente almeno fino al 2024.